# Общество Врил
Общество «Врил» (нем. Vril-Gesellschaft) — в эзотерическо-исторической фантастике об оккультизме нацистской Германии уфологическое тайное общество медиумов, члены которого якобы контактировали ченнелингом с инопланетной или подземной цивилизацией, изучали врил — мистическую силу — и участвовали в авиаконструировании одноимённо названных летательных аппаратов нацистов (НЛО). Ряд исследователей нацистской Германии считают эту организацию внутренним кругом общества Туле и, как следствие, центром нацистской идеологии.

## Дисколёты (НЛО)
Мифические дискообразные летательные аппараты (ЛА) нацистской Германии — Vril, Haunebu, RFZ (Rundflugzeug), Andromeda — тоже связывают с деятельностью этого общества. Распространены фотомонтажи женщин-медиумов общества Врил на фоне дискообразных ЛА.
Главных медиумов общества «Врил» звали Мария Оршич (хорв. Marija Oršić, нем. Maria Orschitsch) и Сигрун (Sigrun). Они якобы получали ченнелинг из окрестностей звезды Альдебаран, Сигрун переводила их с «языка инопланетян», который, как заявлялось, был шумерским. «Инопланетяне господствующей внеземной расы» передавали им схемы ЛА, которые затем дорабатывали аэроконструкторы нацистской Германии. Эти дисколёты работали на мистической силе врил (созвучной с названием этого общества) и имели такие же названия с порядковым номерами моделей. Последний ЛА «Андромеда» описывался как летающий авианосец, который должен был лететь к Альдебарану.

## Символика
Заявляется, что общество «Врил» использовало в качестве своей символики шумеро-тамплиерскую эмблему «Saetta Ilua» (итал. Saetta — «молния» и бог Илу). На флаге Врил была молния Илу серебряного цвета на чёрно-фиолетовом фоне. Чёрный цвет символизировал прошлый «тёмный» XIX век, с его предрассудками; фиолетовый — свет Нового Века; а «молния Илу» освещает путь из мрака к Веку новых Знаний. Этот символ обретает центральное значение в символике «Врил» в 1922—1945 годы; при преобразовании духовного общества в фирму «Техническая инициатива о. Х.Г» в 1934 году «Saetta Ilua» стала фирменным знаком.
«Врил» наследовало веру в богиню Исиду от мистического общества «Владык Чёрного Камня», предположительно подчинявшегося Тевтонскому Ордену. Для общества мифы о богине Исиде поначалу не были центральными, им вообще не придавалось большого значения, общество просто переняло часть символики погибшего ордена.
О «молнии Илу» следует сказать отдельно, так как этот символ гораздо более древний, нежели «Владыки Чёрного Камня», он восходит к верованиям шумеров. Согласно шумерской мифологии Илу был первобогом, творцом, демиургом, пришедшим со звёзд, создавший людей на земле. Вся мифология и религия шумеров имела «космическую» направленность, но в дальнейшем её первоначальное значение исказилось и забылось вовсе.
Неизвестно, использовался ли официально в обществе символ «Чёрного Солнца». Но известно, что использовался просто символ Круга, называвшийся «магическое Солнце», которое понималось как «врата» Света Илу между мистическим и земным мирами.

## История мифа

### Первые упоминания

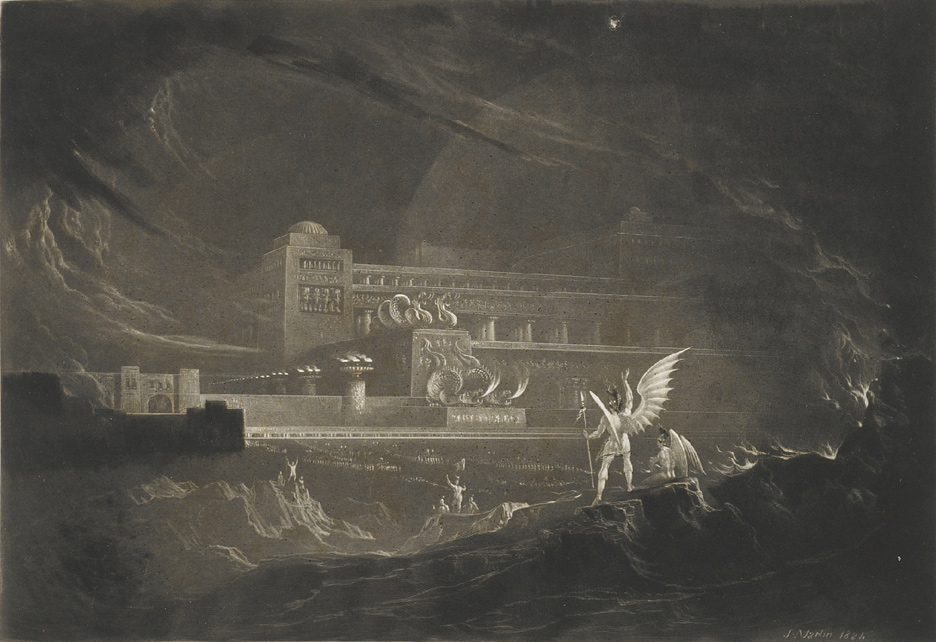
Джон Мартин (1789—1854): Пандемониум, ок. 1825. В романе «Грядущая раса» архитектура расы Врил-я сравнивается с картинами Джона Мартина.

В 1871 году вышел научно-фантастический роман «Грядущая раса» писателя-розенкрейцера и оккультиста Э. Бульвера-Литтона, где рассказывалось о сверхцивилизации, живущей под поверхностью Земли, овладевшей силой «Врил». Врил — описывалось как магическая энергия, способная двигать материю, энергетически питать машины и роботов, лечить и мгновенно уничтожать тысячи и миллионы существ.
Эти идеи нашли отражение в нацистской псевдонаучной теории полой Земли, до сих пор являющейся популярным сюжетом в теософии и фантастической поп-культуре. Название «общества Врил» было позаимствовано из этого романа. Члены «Врила» ассоциировали себя с представителями будущей расы и упорно тренировались в развитии сверхчувственных способностей, исследовали гипотезы о создании НЛО для полётов в фантастические недра земли или в космос.

### Теософские и эзотерические общества
Большой вклад в популяризацию мифов этой тематики внесла Елена Блаватская — один из эзотерических лидеров тех времён.
Теория полой Земли, описанная в книге «Грядущая раса» и мифы о входах в подземный мир в Тибете (см. Агарти, Шамбала), развивалась эзотериками параллельно с нацистами. Однако от всякого упоминания нацистов Теософское общество отказалось, так как нацистами была искажена теория эволюции и понятие арийская раса. Арийская раса никогда не указывалась Еленой Блаватской как главенствующая раса или высшая раса. Арийская раса и раса как само понятие обозначали у теософов просто уровень развития человечества на данной планете в определённый период времени, без привязки к национальности.

### Группа «Грядущая Германия»

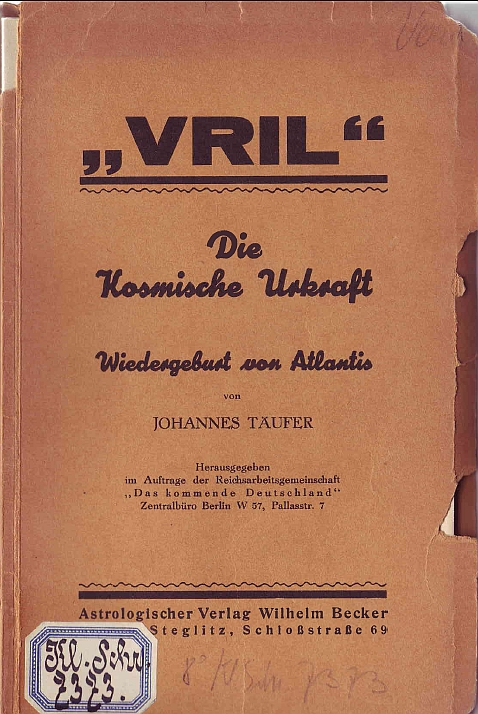
Vril. Die kosmische Urkraft

В 1930 году в Берлине были выпущены два небольших памфлета под названием Weltdynamismus («Подвижность мира») и Vril. Die kosmische Urkraft («Врил. Космическая Первичная сила»), которые были опубликованы оккультным кружком, называвшим себя Reichsarbeitsgemeinschaft «Das kommende Deutschland» (RAG, с нем. — «государственное трудовое общество «Грядущая Германия»). В них утверждалось, что у RAG есть летательные аппараты на ещё непознанной наукой силе «Врил». Структура и принцип действия описанной машины, а также изложенная политическая программа практически идентичны по структуре и содержанию брошюре, опубликованной в 1928 году австрийцами Гфельнером и Ветцелем, учёными лаборатории Карла Шаппеллера, в которой пропагандировался вечный двигатель. Это позволяет предположить, что основной вклад в публикации RAG внесли сторонники Шаппеллера.
Из другой публикации Zeitschrift für Weltdynamismus, становится ясно, что RAG была основана в 1930 году в Берлине неким Йоханнесом Тойфером, который также иллюстрировал брошюру «Врил. Космическая Первичная сила». Это имя, вероятно, является псевдонимом, предположительно это был теософ и издатель RAG Отто Вильгельм Барт, Фриц Кляйн, покровитель Шаппеллера, чьи труды были рекомендованы RAG, или некий Ханс Яник.
Вскоре после опубликования памфлетов эта эзотерическая группа распалась. После Второй мировой войны не было найдено документов о деятельности этой организации, если они вообще существовали. При этом, если подобные исследования существовали, они не обязательно могли проводиться только этой организацией. Однако эта группа позднее стала центральным элементом в легенде о секретной работе германского «Общества Врил» в 1920—1940-х годах.

### Вилли Лей

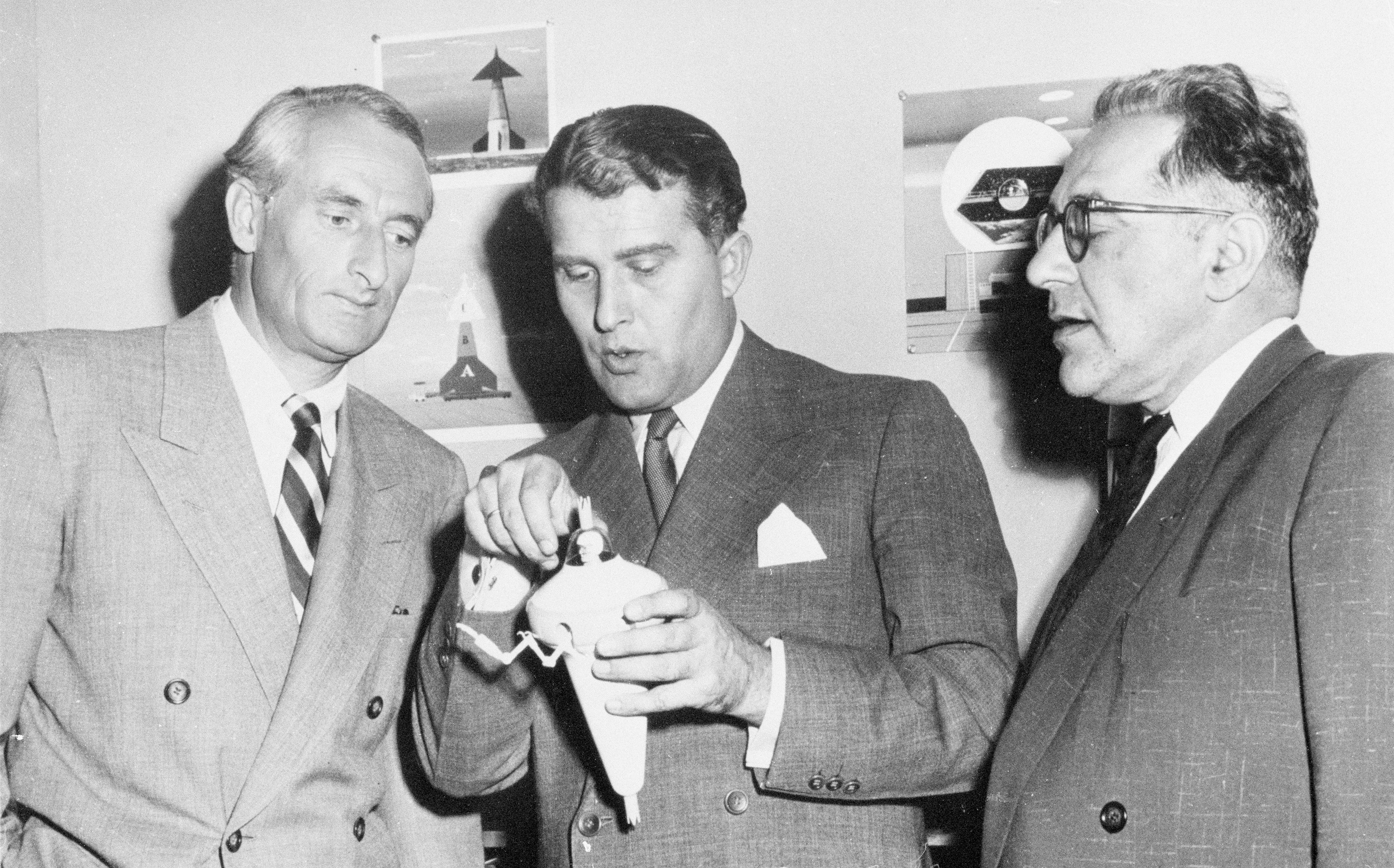
Вилли Лей (справа) в беседе с Хайнцом Хабером и Вернером фон Брауном, 1954

Вилли Лей был германским конструктором ракет, эмигрировавшим в США в 1937 году. В 1947 он опубликовал статью «Псевдонаука в Стране нацистов» в научно-фантастическом журнале «Astounding Science Fiction». Среди различных псевдонаучных групп национал-социалистов одну он описал так: 

«Следующая группа была буквально основана по художественному роману. Они, по моему мнению, называли себя Wahrheitsgesellschaft — Общество Истины — и в основном локализовывались в Берлине, посвящая своё время поискам Врил».
Статья Лея и две маленьких брошюры организации RAG, описывавшие вечный двигатель, работающий на Врил, являются единственной основой для последовавших позже спекуляций. Также у нацистов были секретные исследования «Оружия возмездия», слухи о которых могли стать основой для легенды, например Die Glocke (англ.).

### «Утро магов»
В 1960 году была издана популярная эзотерическо-историческая фантастическая книга Жака Бержье и Луи Повеля «Утро магов», в которой утверждалось существование общества Врил ещё в 1930-х годах и описывалась его роль в нацистской Германии в исследовании аномальных явлений. Описывалось появление в Германии теории полой Земли, поддержка нацистами псевдонауки и нацистские преследования учёных, эксперимент на острове Рюген и отрицательные результаты эксперимента с последующей отправкой автора теории в концлагерь. Эта книга популяризовала миф об обществе Врил.
Ссылаясь на воспоминания Вилли Лея, авторы утверждали, что существовало общество «Врил», имевшее тесные контакты с орденом Золотой Зари, Теософским обществом, розенкрейцерами, обществом Туле. Высказывалась гипотеза о членстве К. Хаусхофера в этом обществе.

#### Критика
Группа, о которой Лей вспоминает, имеет лишь внешнее сходство с обществом «Врил». Авторы не представили доказательств обоснования своих далеко идущих спекуляций, что классифицирует их слова как фантастику.
Кроме того, авторы заявляли, что существовавшие тогда оккультные группы (такие как Общество Туле и верования Гиммлера) оказывали существенное влияние на Гитлера и НСДАП. Однако столь полное систематическое влияние на Гитлера оккультного мировоззрения отдельных нацистов отвергается научными исследователями.
Книга Повеля и Бержье о предполагаемой роли «общества Врил» вдохновила на миф других авторов, таких как И. Н. Бреннан и Тревор Равенскрофт. Они также утверждали, что имелись тесные связи между Обществом Туле, Врил и нацистским руководством, но основано это только на предположениях и псевдо-фактах.

### 1990-е годы и современность
В 1960-90 годы на Западе приобрели популярность эзотерические книги Л. Рампы о древних цивилизациях с магическими способностями, поныне живущих в недрах тибетских гор, и их «летательных аппаратах» для перемещения по подземным туннелям и в атмосфере. Его творчество способствовало развитию мифа, хотя он писал в русле западной версии Нью-эйдж без упоминания нацистов, организации Врил и рунологии.
В 1990-е годы легенда об «обществе Врил» получила продолжение. В 1992 году Норберт Юрген-Ратховер и Ральф Эттл опубликовали уфологическое произведение «Das Vril — Projekt» о дисколётах нацистов со следующими идеями:
В начале 1920-х годов цивилизация с окрестностей звезды Альдебарана вышла на телепатический контакт с внутренним кругом СС, передачи были записаны и на основе их должны были написаны чертежи летательных аппаратов (ЛА).
В 1922 на основе этой информации общество Врил построило ЛА «Jenseitsflugmaschine» («машина с альтернативным методом полёта»). Затем, с участием австрийского изобретателя Виктора Шаубергера, предположительно построен V7, и на 1945 год планировался полёт к Альдебарану. Были созданы ЛА в форме блюдца (Vril и Haunebu), с помощью которых членами общества Врил и СС в Антарктиде была основана база Новая Швабия.
Легенда была подхвачена Яном Удо Холи (Jan Udo Holey (англ.)), издавшим в 1993 (под псевдонимом Ян Ван Хельсинг) большим тиражом книгу о тайных обществах, которая впоследствии была запрещена за антисемитизм. Он повторяет сценарий Норберта Юрген-Ратховера и Ральфа Эттла, не упоминая их имена. В книге 1997 года «Подземные люди с Альдебарана» Холи развивает сценарий, описывая нацистские НЛО и секретные базы в Антарктиде.
Вариации этой легенды можно найти в последующих публикациях других авторов, таких как: Heiner Gehring и Karl-Heinz Zunneck, А. Берзин, Freundeskreis, Armin Risi, Henry Stevens.

Медиумы общества Врил из книги «Das Vril — Projekt»

Также легенда 1992 года обращала внимание на роль женщин-медиумов общества. В «Das Vril — Projekt», а затем у Холи была упомянута медиум Мария Оршич как связующая с Альдебараном.
Как писал Николас Гудрик-Кларк, Мария Оршич родилась в Вене и, переехав в 1919 году в Мюнхен, создала с друзьями общество «Alldeutschen Gesellschaft für Metaphysik» (с нем. — «Пан-немецкое общество метафизики») — официальное название «общества Врил», по другой версии она создала это общество внутри уже существовавшего общества Врил. Первоначально в общество Врил принимались только женщины, поскольку они якобы более сильно связаны с магической силой Врил. В связи с использованием этой «магической энергии» требовалось носить длинные прически длиной до ног, вопреки моде того времени на короткие волосы. Волосы ассоциировались с магической «антенной», связующей с космосом и энергетическими структурами Земли. Отличительным знаком женщин общества была причёска «конский хвост». Были также задействованы учёные и инженеры, в том числе мюнхенский профессор, именуемый «W. O. Schumann», для развития летательных аппаратов рейха и других оборонных проектов.
Позднее появились заявления, что жизнь и творчество Марии Оршич и её компаньонов основано на авторитетных источниках. Распространились фотомонтажи женщин общества на фоне нацистских дисколётов. В дальнейшем были опубликованы неоязыческие и отчасти неонацистские публикации об этом секретном ордене, издан роман о Марии Оршич «Основано на фактах — Жизнь Марии Оршич».
Во многом после публикаций Мигеля Серрано, Peter Bahn и Heiner Gehring и других о «силе Врил» со ссылками на исторические культурные традиции и неоязычество Врил популяризируется в общественных кругах, верящих в «мистическую Энергию». Концепция Врил иногда используется «эзотерическими неонацистами для прикрытия экстремизма» и положительного переосмысления нацистской Германии.

#### Критика
Миф о нацистских НЛО возник из независимых источников, в основном из публикаций Мигеля Серрано, Эрнста Цюнделя и Вильгельма Ландига.
Поддающиеся проверке доказательства легенды полностью отсутствуют, книги содержат только несколько фотографий сомнительного происхождения. Авторы опираются на опубликованную переписку и анонимных информаторов (например).

## Фильмография
- «НЛО Третьего Рейха» (2006) — документальный фильм телеканала Россия 1.
- «Тёмные братства. Общество „Врил“» (2010)  — Документальный фильм
- «Древние пришельцы. Пришельцы и Третий Рейх» (англ. Aliens and the Third Reich) — научно-популярный фильм, снятый в 2010 г.
- «Звездочёт» — художественный фильм, 1986 год. Значительное место в сюжете фильма занимает общество «Врил».
- «Железное небо: Грядущая раса» — художественный фильм, 2019 год. Фильм высмеивает многие стереотипы об оккультизме нацистской Германии и силе Врил.